# ドキュメント人間列島
『ドキュメント人間列島』（-にんげんれっとう）は、1984年4月4日から1985年3月6日までNHK総合テレビで放送されたドキュメンタリー番組である。放送時間は毎週水曜 22:00 - 22:30（日本標準時）であった。再放送を実施した。

## 概要
人物に焦点を当てたヒューマンドキュメンタリー番組であった。魅力のある人物が生き生きと動く姿をとらえる。

## 放送リスト
| 放送日         | サブタイトル                                        |
| -------------- | --------------------------------------------------- |
| 1984年4月4日   | 家族・大いなる記録 富岡家8万枚の肖像                |
| 1984年4月11日  | 舞台裏・華やかな戦場 演出家・蜷川幸雄の世界         |
| 1984年4月18日  | トラン・ゴクランの入学                              |
| 1984年5月9日   | 仰天・じょんがら節                                  |
| 1984年5月16日  | 誕生 64歳・新人医師                                 |
| 1984年6月6日   | 華やかに翔べ 馬淵一家の飛び込み人生                 |
| 1984年6月13日  | 高見山 故郷に帰る                                   |
| 1984年6月20日  | この絵から沖縄の声が聞こえますか 版画家・儀間比呂志 |
| 1984年6月27日  | 「鬼が撮った…」 土門拳の世界                        |
| 1984年7月4日   | 女性社員特訓道場                                    |
| 1984年7月18日  | 会社再建プロフェッショナル 大山梅雄74歳             |
| 1984年7月25日  | クワガタ夏の陣 昆虫配達人 川井一家奮戦記            |
| 1984年8月15日  | 晴れゆく空の光仰がむ 昭和20年8月15日の日記          |
| 1984年9月12日  | 奮闘・浪花の玉三郎                                  |
| 1984年9月19日  | 旅路はるか 鉄道員柳田父子の秋                       |
| 1984年10月10日 | すごいのお くしやん アマ横綱久嶋啓太19歳            |
| 1984年10月17日 | うちなんちゅリブラダ フィリピン残留孤児の帰国       |
| 1984年10月31日 | オモニナラ・母の国 金剛学園修学旅行                 |
| 1984年11月14日 | さらば高校 磯村家庭学校の試み                       |
| 1984年11月21日 | 2匹と4人の1か月 コアラチーム奮戦記                  |
| 1984年11月28日 | まさかの列車が大地を走った                          |
| 1984年12月5日  | 16人のシンフォニー 吉崎家帰国2年目の秋              |
| 1984年12月12日 | 男は夢やで!鬼トレーナーと4回戦ボーイ                |
| 1985年1月9日   | 天国のとうちゃんに敬礼                              |
| 1985年1月23日  | 人情デロレン節 説教節・若太夫の復活                 |
| 1985年1月30日  | 鉄路・春遠し 信越本線中郷除雪隊                     |
| 1985年2月6日   | ハナコの人工心臓 湯浅貞雄の挑戦                     |
| 1985年2月20日  | 舞台が燃えた!遠野物語ファンタジーの夜               |
| 1985年2月27日  | わん島や きょらさ その子がユタになる日              |
| 1985年3月6日   | カムイの大地に木霊が響く 彫刻家・砂澤ビッキ54歳     |